# Baranyay Ferenc (lelkész)
Baranyay Ferenc (Duka, 1785. november 11. – 19. század) evangélikus lelkész.

## Élete
1798 és 1806 között Sopronban tanult. 1806-tól Kőszegen iskolamester volt. Pappá szentelték 1812. június 25-én. Ezután Alsóbükön teljesített lelkészi szolgálatot.

## Munkái
- Gyászos alagya, melyet ama nagymélt. grófné tolnai Festetits Julianna, szül. Bossányi grófné… néhai gróf Festetits Pál hátrahagyott özvegye… halálára készített. Sopron, 1805.
- Carmen lugubre in exsequias Josephi Prusinszky… Sopron, 1805.
- Weld Izsák utazásai Észak-Amerikának státusaiban, felső és alsó Canada tartományaiban 1795–97. Németből ford. Pest. 1818. (Kis János, Nevezetes Utazások Tárháza VI. kötet.)